# Trolejbusy w Słowiańsku
Trolejbusy w Słowiańsku – system komunikacji trolejbusowej działający w Słowiańsku.

## Historia
Ruch trolejbusowy w Słowiańsku został uruchomiony 19 marca 1977 roku. Od momentu otwarcia ruchu trolejbusowego w parku znajdowało się 6 trolejbusów, które z okazji 300-lecia miasta ruszyły na linii nr 1 łączącej Dzielnicę Artem z Pałacem Kultury im. Lenina o długości nieco ponad 9 km.
W 1978 roku otwarto trasę nr 2, która łączyła centrum miasta ze słowiańskim kurortem.
Lata 80. to najkorzystniejsze lata w historii słowiańskiej komunikacji trolejbusowej. Do 1983 r. Zbudowano i uruchomiono trasy linii nr 3 i 4, długość sieci trakcyjnej osiągnęła 33 km, flota liczyła 30 pojazdów. W kolejnych latach oddano do użytku II etap trasy linii nr 2, która została przedłużona z Zakładów Ceramicznych do stacji kolejowej i utworzono w ten sposób nową linię nr 5. W ten sposób połączono kilka głównych dzielnic miasta.
Początek i połowa lat 1990 to trudny okres w życiu słowiańskiego trolejbusu, który trwał do początku XXI wieku.
Na początku XXI wieku nastąpił spadek ruchu:
- trasa nr 1 zniknęła;
- trasy linii 4 i 5 ograniczono tylko do kursowania w dni powszednie w godzinach szczytu;
- trasa nr 2 działała tylko rano
- Linia ze Słowiażmasz do Maszchermetu (trasa nr 4 „Pałac Kultury Lenina – Słowiażmasz”) została rozebrana w 2004 roku.

Na początku XXI wieku powstała nowa (sezonowa linia na jeden pojazd) trasa nr 2A Dzielnica. Artema – słowiański kurort”, której później nadano numer 8.

## Linie
Obecnie w Słowiańsku są 3 linii trolejbusowe:
| Linia | Trasa                               |
| ----- | ----------------------------------- |
| 2     | Stacja kolejowa – słowiański kurort |
| 7     | Stacja kolejowa – Nadleśnictwo      |
| 8     | Las Dzielnicy – słowiański kurort   |

## Tabor
| Typ Trolejbusu           | Zdjęcie | przewóz osób na wózkach | Liczba Egzemplarzy Sprawnych | Liczba Egzemplarzy Odstawionych |
| ------------------------ | ------- | ----------------------- | ---------------------------- | ------------------------------- |
| Dnipro T203              |         | T                       | 3                            | 0                               |
| LAZ E183A                |         | T                       | 5                            | 0                               |
| Etalon T12110 “Barvinok” |         | T                       | 2                            | 0                               |
| ZiU-9                    |         | N                       | 1                            | 0                               |
| Jumz T2                  |         | N                       | 6                            | 0                               |
| JuMZ T1                  |         | N                       | 0                            | 1                               |